# Eloğlu
Eloğlu ist ein ursprünglich patronymisch gebildeter türkischer Familienname mit der Bedeutung „Sohn (-oğlu) des Fremden“.

## Namensträger
- Metin Eloğlu (1927–1985), türkischer Schriftsteller und Maler
- Şiir Eloğlu (* 1965), deutsche Schauspielerin türkischer Herkunft